# Laurenan
 Laurenan  (en bretón Lanreunan) es una población y comuna francesa, situada en la región de Bretaña, departamento de Côtes-d'Armor, en el distrito de Dinan y cantón de Merdrignac.

## Demografía
| 1092 | 976 | 869 | 822 | 791 | 733 |
| Para los censos de 1962 a 1999 la población legal corresponde a la población sin duplicidades (Fuente: INSEE [Consultar]) |     |     |     |     |     |